# Nina Jmerenețkaia
Nina Jmerenețkaia (în rusă Нина Жмеренецкая; n. 22 iunie 1948, Soroca, RSS Moldovenească, URSS) este o actriță sovietică și kazahă. Este „artist emerit” al Republicii Kazahstan.

## Biografie
S-a născut în orașul Soroca (acum oraș și centru raional din Republica Moldova) din fosta RSS Moldovenească, URSS. A absolvit Studioul de Teatru al Teatrul Academic de Dramă din Chișinău. În 1964, a devenit actriță a aceluiași teatru. În 1970 a absolvit Institutul de Stat din Leningrad de Teatru, Muzică și Cinema. În 1971 a devenit actriță la Teatrul Dramatic Rus „Lermontov” din Alma-Ata. Ulterior, a lucrat ca actriță a Teatrului de Comedie din Leningrad și Teatrului Academic de Stat Rus din Kârgâzstan. Este autoare a cărții „Valiza roșie” (2009), mai multor publicații. Vorbește fluent limbile rusă, engleză și română.

## Premii și titluri
- 1974: Laureată a Premiului comsomolului leninist din Kazahstan pentru ilustrarea imaginilor tinerilor contemporani.
- Artist Emerit al R. Kazahstan
- 2003: Medalia kazahă „Pentru distincția de muncă”[1]
- 2015: Premiile Adunării Interparlamentare CSI cu insigna de onoare „Pentru servicii în dezvoltarea culturii și artei”[2]
- 2018: Ordinul „Kurmet” pentru o contribuție remarcabilă la dezvoltarea culturii naționale, a artei teatrale, a multor ani de activitate creativă[3][4]
- Laureată de aur al premiului internațional eurasiatic.